# Max Köckeis
Max Köckeis (* 10. Oktober 1891; † 15. November 1962 in Zwiesel) war ein deutscher Kommunalpolitiker (SPD).

## Werdegang
Köckeis war in Zwiesel beheimatet. In den Jahren 1948 bis 1960 war er Landrat des Landkreises Regen. Von 1954 bis 1958 gehörte er zudem dem Bezirkstag von Niederbayern an.